# Idiocera sziladyi
Idiocera sziladyi är en tvåvingeart som först beskrevs av Paul Lackschewitz 1940.  Idiocera sziladyi ingår i släktet Idiocera och familjen småharkrankar. Inga underarter finns listade i Catalogue of Life.